# Algérie tại Thế vận hội Mùa hè 2008
Algérie tham dự Thế vận hội Mùa hè 2008 tại Bắc Kinh từ ngày 8 đến 24 tháng 8 năm 2008.

## Huy chương
| Huy chương      | Tên            | Môn thể thao | Nội dung  |
| --------------- | -------------- | ------------ | --------- |
| Huy chương bạc  | Amar Benikhlef | Nhu đạo      | 90 kg Nam |
| Huy chương đồng | Soraya Haddad  | Nhu đạo      | 52 kg Nữ  |

## Điền kinh

### Nam
| Vận động viên     | Nội dung                    | Đấu loại 1    | Đấu loại 1    | Bán kết   | Bán kết   | Chung kết     | Chung kết     |
| Vận động viên     | Nội dung                    | Thời gian     | Hạng          | Thời gian | Hạng      | Thời gian     | Hạng          |
| ----------------- | --------------------------- | ------------- | ------------- | --------- | --------- | ------------- | ------------- |
| Khoudir Aggoune   | 10000 m                     | Không thi     | Không thi     | Không thi | Không thi | Không tham dự | Không tham dự |
| Mohamed Ameur     | Đi bộ 20 km                 | Không thi     | Không thi     | Không thi | Không thi | 1:32.21       | 48            |
| Tarek Boukensa    | 1500 m                      | 3:36.11       | 4             | 3:39.73   | 8         | Bị loại       | Bị loại       |
| Kamel Boulahfane  | 1500 m                      | 3:45.59       | 11            | Bị loại   | Bị loại   | Bị loại       | Bị loại       |
| Nabil Madi        | 800 m                       | 1:45.75       | 3             | 1:45.63   | 1         | 1:45.96       | 7             |
| Rabia Makhloufi   | 3000 m vượt chướng ngại vật | 8:29.74       | 8             | Không thi | Không thi | Bị loại       | Bị loại       |
| Nadjim Manseur    | 800 m                       | 1:45.75       | 3             | 1:45.54   | 4         | 1:47.19       | 8             |
| Ali Saidi-Sief    | 5000 m                      | 14:15.00      | 12            | Không thi | Không thi | Bị loại       | Bị loại       |
| Antar Zerguelaïne | 800 m                       | Không bắt đầu | Không bắt đầu | Bị loại   | Bị loại   | Bị loại       | Bị loại       |
| Antar Zerguelaïne | 1500 m                      | 3:42.30       | 5             | 3:40.64   | 11        | Bị loại       | Bị loại       |

| Vận động viên | Nội dung | Vòng loại              | Vòng loại              | Chung kết | Chung kết |
| Vận động viên | Nội dung | Kết quả                | Hạng                   | Kết quả   | Hạng      |
| ------------- | -------- | ---------------------- | ---------------------- | --------- | --------- |
| Issam Nima    | Nhảy xa  | Không tham gia thi đấu | Không tham gia thi đấu | Bị loại   | Bị loại   |

### Nữ
| Điền kinh       | Nội dung                       | Đấu loại 1 | Đấu loại 1 | Bán kết   | Bán kết   | Chung kết | Chung kết |
| Điền kinh       | Nội dung                       | Thời gian  | Hạng       | Thời gian | Hạng      | Thời gian | Hạng      |
| --------------- | ------------------------------ | ---------- | ---------- | --------- | --------- | --------- | --------- |
| Souad Aït Salem | Marathon                       | Không thi  | Không thi  | Không thi | Không thi | 2:28.29   | 9         |
| Widad Mendil    | 3000 m vượt chướng ngại vật nữ | 9:52.35    | 17         | Không thi | Không thi | Bị loại   | Bị loại   |
| Nahida Touhami  | 1500 m                         | 4:18.99    | 11         | Không thi | Không thi | Bị loại   | Bị loại   |

| Điền kinh    | Nội dung     | Đấu loại | Đấu loại | Chung kết | Chung kết |
| Điền kinh    | Nội dung     | Kết quả  | Hạng     | Kết quả   | Hạng      |
| ------------ | ------------ | -------- | -------- | --------- | --------- |
| Baya Rahouli | Nhảy ba bước | 13.87    | 22       | Bị loại   | Bị loại   |